# José Luis de Vilallonga
José Luis de Vilallonga (* 29. Januar 1920 in Madrid; † 30. August 2007 in Port d'Andratx, Mallorca) war ein spanischer Schauspieler, Autor und Aristokrat.

## Leben
Vilallonga war Mitglied des Hochadels und einflussreicher Angehöriger der spanischen High Society, über die er auch als Journalist für die nationale Presseagentur EFE berichtete. Daneben schrieb er auch für Magazine wie Paris Match, Marie Claire und Vogue. Er ist der Autor der offiziellen Biografie des spanischen Königs Juan Carlos, die 1993 veröffentlicht wurde.
Den Höhepunkt seiner schauspielerischen Karriere war seine Rolle als José da Silva Pereira, ein brasilianischer Multimillionär mit Eheabsichten, in Blake Edwards’ Frühstück bei Tiffany dar. Daneben spielte er meist Rollen, die seinem tatsächlichen Stand entsprachen.
Vilallonga, dessen Titel auch den des Marqués de Castellvell umfassten, war dreimal verheiratet; mit der britischen Aristokratin Priscilla Scott-Ellis (1945–1972), mit Sylviane Stella Morell (1974–1995) und seit 1999 mit der Journalistin Begoña Aranguren. Er hinterließ zwei leibliche Kinder aus erster Ehe und einen adoptierten Sohn.
Anlässlich seines Todes kondolierte auch der spanische König.

## Ehrungen
- 1993 Prix Saint-Simon

## Filmografie (Auswahl)
- 1958: Die Liebenden (Les Amants)
- 1960: Der Boß kennt kein Erbarmen (L'ennemi dans l'ombre)
- 1961: Affäre Nina B. (L’affaire Nina B.)
- 1961: Frühstück bei Tiffany (Breakfast at Tiffany's)
- 1962: Pariserinnen (Les Parisiennes)
- 1962: Mittwoch zwischen 5 und 7 (Cléo de 5 à 7)
- 1962: Das fremde Gesicht (Le rendez-vous de minuit)
- 1963: Lautlos wie die Nacht (Mélodie en sous-sol)
- 1963: Des Teufels schwache Seite (Les bonnes causes)
- 1964: Der große Hahnrei (Il magnifico cornuto)
- 1964: Deine Zeit ist um (Behold a Pale Horse)
- 1965: Die drei Gesichter einer Frau (I tre volti)
- 1965: Darling (Darling)
- 1965: Julia und die Geister (Giulietta degli spiriti)
- 1965: Eine Jungfrau für den Prinzen (Una vergine per il principe)
- 1966: Ich heiße John Harris (Tecnica di un omicidio)
- 1967: Wer singt, muß sterben (L’Homme qui trahit la mafia)
- 1967: Die Abenteuer des Chevalier de Recci (Le Chevalier Tempête; Fernsehserie, 3 Folgen)
- 1968: Graf Yoster gibt sich die Ehre (Fernsehserie, Folge Rien ne va plus)
- 1970: Wie kommt ein so reizendes Mädchen zu diesem Gewerbe?
- 1971: Der Coup (Le casse)
- 1975: Trop c'est trop
- 1976: Der Gute und die Bösen (Le bon et les méchants)
- 1980: Speed Cross – Zwei geben Vollgas (Speed Cross)
- 1980: Komm zurück, Kleiner (Voltati Eugenio)
- 1980: Patricia – Einmal Himmel und zurück (Patrizia)
- 1983: Der Fluch des Scarabäus (Scarab)
- 1985: Tex und das Geheimnis der Todesgrotten (Tex e il Signore degli abissi)
- 1989: Blood & Sand (Sangre y arena)
- 1997: Hostal Royal Manzanares (Fernsehserie, 4 Folgen)